# 博阿维斯塔杜布里卡
博阿维斯塔杜布里卡是巴西南大河州的一个市镇。总面积108.732平方公里，总人口6468人，人口密度59.5人/平方公里。